# Krasna (Slovenië)
Krasna is een plaats in Slovenië en maakt deel uit van de gemeente Poljčane in de NUTS-3-regio Podravska. De plaats telde 72 inwoners op 1 januari 2020.